# Lundakarnevalen 1990
Lundakarnevalen 1990 hölls mellan den 17 och 20 maj under temat "Dubbelmoralkarneval". Karnevalsgeneral var Claes Virdeborn.
Till minne av karnevalen så släpptes, det i svenska Mac-kretsar numera närmast kultförklarade, datorspelet Dubbelmoral, till klassiska Mac OS Classic.